# Ursel Kessler
Ursel Kessler (* 1944 in Bexbach) ist eine saarländische Pädagogin und Künstlerin. Sie ist Mitglied im BKK und im Saarländischen Künstlerbund.
Bis 2000 arbeitete Kessler hauptberuflich als Lehrerin für Mathematik und Physik. Seit etwa 1989 begann sie, sich für den eigenen Umgang mit Kunst zu sensibilisieren. In ihrem montan-industriellen Umfeld begann sie, erste Zeichnungen und Photos zu machen und diese auszustellen. In der Folge besuchte sie verschiedene Kurse und Symposien. Ihre künstlerischen Arbeiten zeigen vorwiegend meist aus dem Kontext gelöste, zum Teil abstrahierte, alltägliche Objekte aus der Arbeitswelt im urbanen Lebensraum.
Kessler beherrscht die unterschiedlichsten Techniken. Ihre Arbeiten repräsentieren sowohl den Holzschnitt als auch Maltechniken mit Öl und Acryl, Bleistiftzeichnungen, Radierungen und die sogenannte Mischtechnik.

## Einzelausstellungen (Auswahl)
- 1991 Museum St. Wendel
- 1995 Schloss von Hausen, Rehlingen
- 1998 Galerie im Hof, St. Wendel
- 1998 Historisches Rathaus, Kleinblittersdorf
- 2000 Saarländisches Künstlerhaus, Saarbrücken: „Holzschnitte“
- 2006 "Zwischen Grün und Blau", Kunstverein Dillingen im Alten Schloss, Dillingen
- 2006 Kunst im LPM (Landesinstitut für Pädagogik und Medien): „Grau bewegt“
- 2009 Schloss Dagstuhl: „Urbane Still – Leben“
- 2011 Galerie Saarländisches Künstlerhaus, Saarbrücken: „Von der Macht der Bauten - Malerei“

## Monografien
- Holzschnitte. Ausstellungskatalog. Saarländisches Künstlerhaus, Saarbrücken 2000.
- Zwischen Grün und Blau. Ausstellungskatalog. Kunstverein Dillingen im Alten Schloss, Dillingen 2006.